# Carl Reinecke
Carl Heinrich Carsten Reinecke (Altona, 23 giugno 1824 – Berlino, 10 marzo 1910) è stato un compositore, pianista e direttore d'orchestra tedesco.

## Biografia
Figlio di un insegnante di musica, Carl iniziò a comporre precocemente all'età di sette anni e la sua prima esibizione pubblica come pianista avvenne cinque anni dopo.
Effettuò una serie di tournée nel centro e nel nord Europa, finché nel 1843 si stabilizzò per cinque anni alla corte del re Cristiano VIII a Copenaghen. Nel frattempo compose quattro concerti per violino, violoncello, arpa e flauto.
Nel 1851 assunse l'incarico di insegnare al Conservatorio di Colonia e durante gli anni cinquanta fu direttore musicale della città di Barmen, oltre a diventare un accademico ed il direttore d'orchestra della Singakademie a Breslavia.
Dal 1860 al 1895 mantenne la direzione della orchestra Gewandhaus di Lipsia, città nella quale insegnò pianoforte e composizione nel locale Conservatorio.
Durante la sua lunga carriera, collaborò con numerose riviste musicali, insegnò per oltre trentacinque anni e tra i suoi allievi si ricordano Edvard Grieg, Basil Harwood, Christian Sinding, Leoš Janáček, Isaac Albéniz, Johan Svendsen, Richard Franck, Felix Weingartner, Max Bruch, Eyvind Alnæs e Felix Fox.
Inoltre difese le ragioni della corrente musicale conservatrice, osteggiando apertamente le tendenze innovative.
Reinecke è soprattutto noto per la sua sonata Undine per flauto e pianoforte e per il poetico Concerto per arpa e orchestra op.182, ma ha composto opere per il teatro (Ein Abenteuer Handels, Auf hohen Befehl); musiche per orchestra (tre sinfonie, nove ouverture, serenade, romanze, concerti); musica vocale (Belsazar, oratori, messe, cori a cappella, lieder, duetti); musica da camera (ottetti, sestetti, sonate, sonatine, suite, fantasie); musiche per pianoforte.

## Opere principali

### Opere teatrali
- Der vierjährige Posten, (op. 45), Operetta in un atto, libretto di Theodor Körner, (1855);
- König Manfred, (op. 93), opera in 5 atti, libretto di Friedrich Roeber, (1867);
- Schauspielmusik, (op. 102), su Wilhelm Tell di Friedrich Schiller, (1871);
- Kathleen und Charlie, liederspiel, libretto di H. Grams, (1870);
  - Ein Abenteuer Händels oder Die Macht des Liedes, (op. 104), singspiel in un atto, libretto di Carl Reinecke, (1874);
- Glückskind und Pechvogel, (op. 177), opera di fiaba per bambini in 2 atti, libretto di Carl Reinecke, (1883);
- Auf hohen Befehl, (op. 184), opera comica in 3 atti, libretto di Wilhelm Heinrich Riehl, (1855);
- Der Gouverneur von Tours, opera in 3 atti, (1891);

### Composizioni vocali
- Belsazar, (op. 73), oratorio, libretto tratto da LIbro di Daniele cap.5, (1885);
- Die wilden Schwäne, (op. 164) per soprano, contralto, baritono, coro, pianoforte, arpa, corno e violoncello, libretto di Karl Kuhn
- Kinderlieder;
  - Es klappert die Mühle am rauschenden Bach;
  - Spannenlanger Hansel, nudeldicke Dirn;
  - Ei Veilchen liebes Veilchen;
  - Text von Mein Mützchen schön schwarz;
  - Wer hat die schönsten Schäfchen;
  - Kling, Glöckchen, klingelingeling;
  - Eine kleine Geige möcht ich haben;

### Opere per orchestra
- Sinfonia nº 1, op. 79, (1858/70);
- Concerto per piano nº 1, op. 72, (1860/79);
- Concerto per violoncello, op. 82, (1864/66);
- Concerto per piano nº 2, op. 120, (1872/73);
- Sinfonia nº 2, op. 134, (1874/75);
- Concerto per piano nº 3, op. 144, (1877/78);
- Concerto per arpa, op. 182, (1884/85);
- Sinfonia nº 3, op. 227, (1895);
- Concerto per piano nº 4, op. 254, (1900);
- Concerto per flauto, op. 283, (1908);

### Musica da camera
- Sonata per flauto e piano « Undine », op. 167, (1885);
- Trio per piano, oboe e corno, op. 188, (1886/87);
- Ottetto per strumenti a fiato, op. 216, (1892);
- Sestetto per strumenti a fiato, op. 271, (1905);
- Trio per clarinetto, viola e piano in la, op. 264, (1903);
- Trio per piano, clarinetto e corno, op. 274, (1905);
- Ballata per flauto e piano, op. 288, (publ. 1911);
- Leichte Stücke per flauto e piano;